# Monaster Gračanica
Monaster Gračanica – średniowieczny klasztor prawosławny w pobliżu kosowskiego miasta Prisztina. Od 1999 monaster jest siedzibą biskupa raszko-prizreńskiego.

## Lokalizacja
Klasztor znajduje się w serbskiej enklawie niedaleko miasteczka Lipljan, około 5 km od Prisztiny. 

## Historia
Monaster został ufundowany przez serbskiego króla Milutina i zbudowany w XIV wieku. Wcześniej w tym miejscu wznosiła się od VI wieku bazylika wczesnochrześcijańska, a później od XIII wieku kościół. Z zabudowań klasztornych do naszych czasów zachowała się jedynie cerkiew Matki Boskiej. 
13 lipca 2006 monaster został wpisany na listę dziedzictwa kulturowego UNESCO – do istniejącego już wpisu monasteru Visoki Dečani dodano trzy zabytki: monster Gračanica, cerkiew Bogurodzicy Ljeviškiej w Prizrenie i monaster Peć, które wspólnie tworzą wpis Średniowieczne zabytki Kosowa i jako całość znalazły się na liście zabytków światowego dziedzictwa w niebezpieczeństwie.

## Cerkiew Matki Boskiej
Cerkiew przyklasztorna pod wezwaniem Matki Boskiej stanowi jeden z cenniejszych zabytków sztuki bizantyjsko-serbskiej. Świątynia ma oryginalny układ przestrzenny – jest organicznym połączeniem dwóch cerkwi krzyżowo-kopułowych i bogatą dekorację plastyczną. 

### Freski
Wnętrza świątyni zdobią freski wykonane m.in. przez Michaela Astrapę i Eutychiosa. Malowidła przedstawiają m.in. portrety fundatora – króla Milutina oraz cykle ikonograficzne ze Starego i Nowego Testamentu. Freski te są przykładem stylu renesansu Paleologów. 

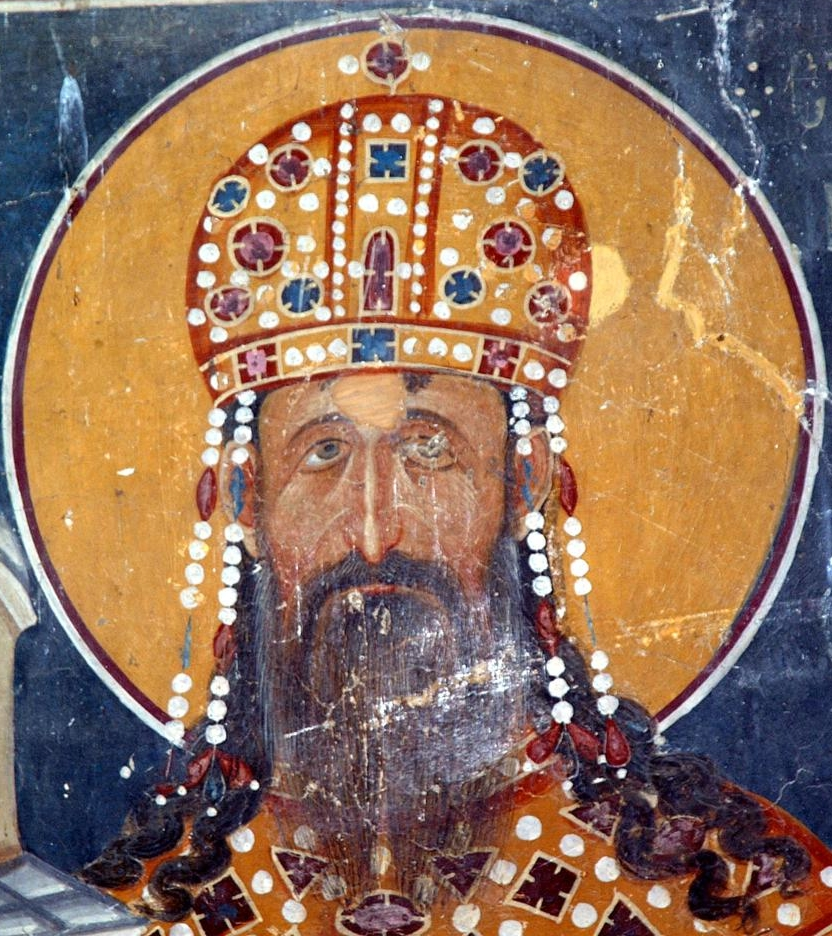
Portret fundatora – Milutina, XIV w.
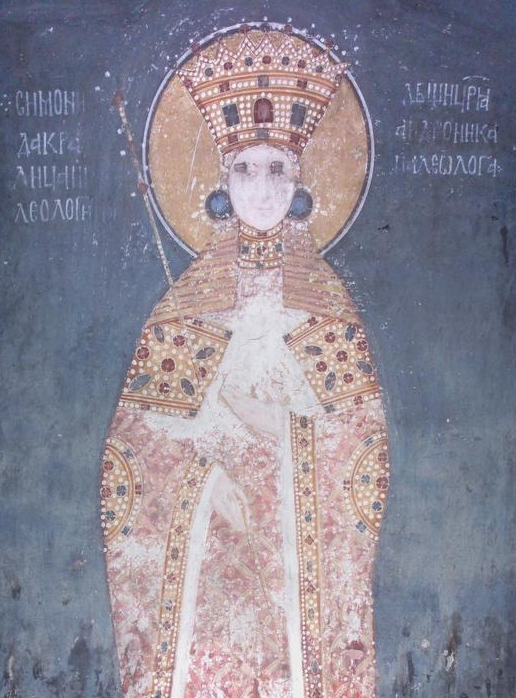
Portret żony Milutina, Simonidy Paleologiny, XIV w.
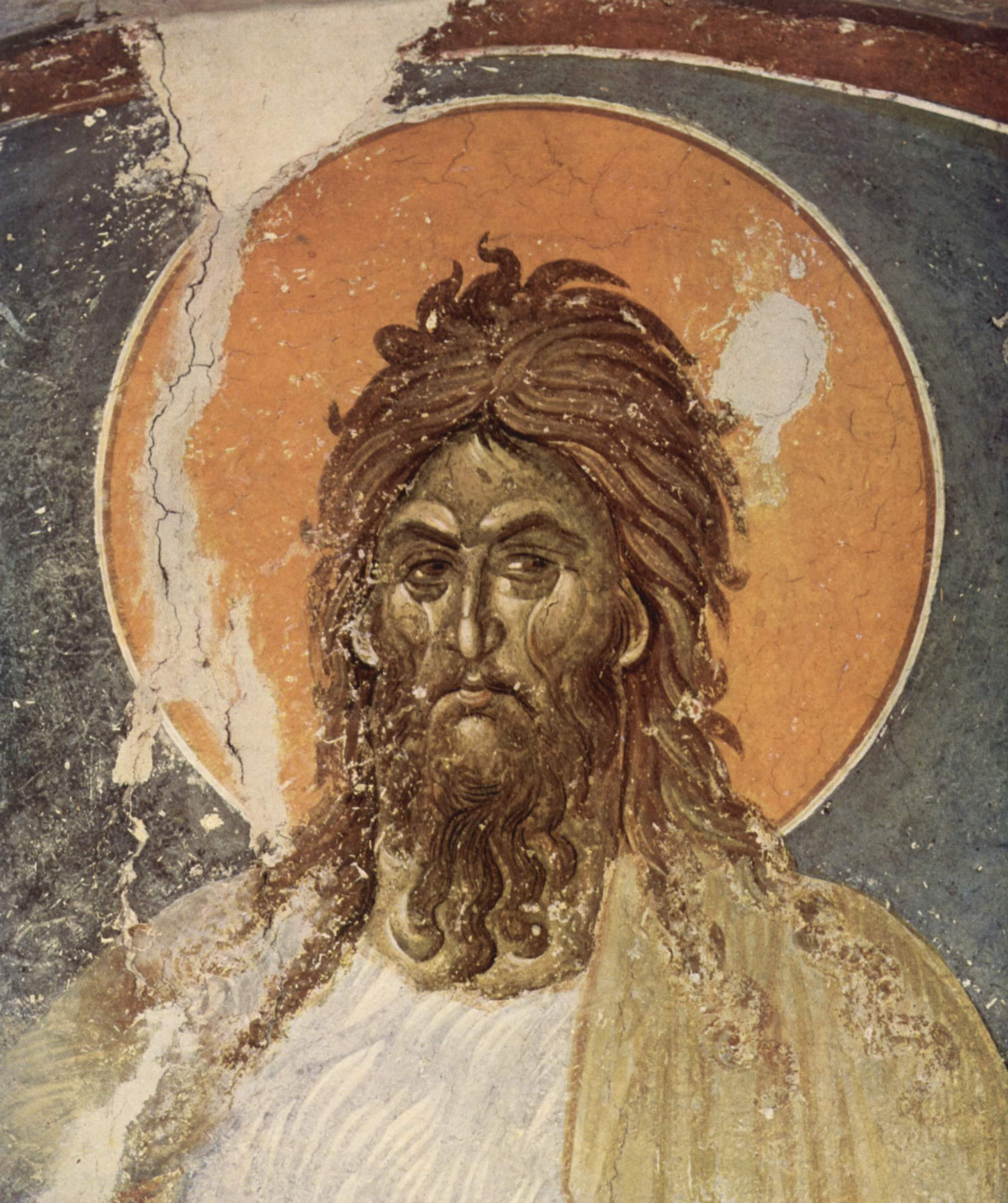
Jan Chrzciciel, ok. 1235
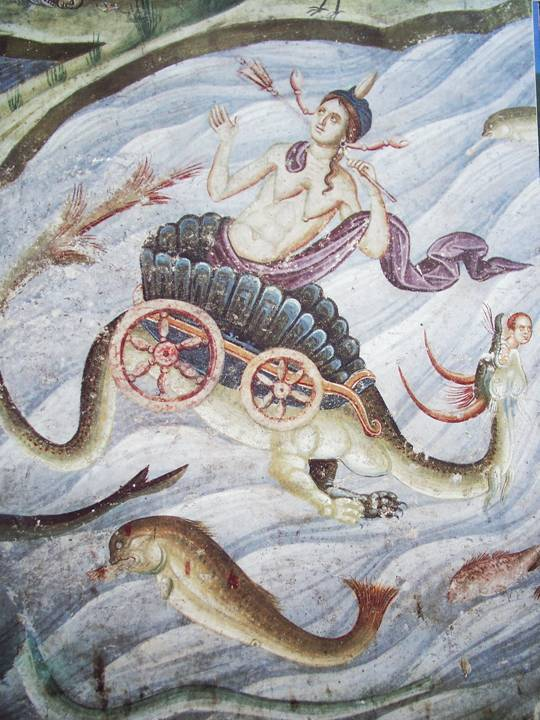
Sąd Ostateczny

Kopią świątyni jest Hercegowińska Gračanica, cerkiew w Trebinju w Bośni i Hercegowinie.